# Miconia filamentosa
Miconia filamentosa är en tvåhjärtbladig växtart som beskrevs av Henry Allan Gleason. Miconia filamentosa ingår i släktet Miconia och familjen Melastomataceae.
Artens utbredningsområde är Peru. Utöver nominatformen finns också underarten M. f. caquetana.